# Affo Érassa
Affo Érassa, né le 19 février 1983 à Lomé, est un footballeur togolais. Il joue au poste de milieu défensif avec l'équipe du Togo.

## Biographie
Il a évolue lors de la saison 2006-2007 en CFA avec le RCO Agathois. C'est un milieu défensif relayeur, évoluant de préférence devant la défense. Il ratisse beaucoup le ballon dans l'entrejeu. Joueur élégant balle au pied, il a un profil similaire au joueur français, Patrick Vieira. Sollicité à l'intersaison par le FC Cologne et le Sporting Charleroi, il n'a pas signé dans ces clubs étant handicapé par une blessure. De retour à la compétition, il pourrait s'engager avec un club français. Le Paris Football club et le CS Louhans Cuiseaux seraient sur les rangs. Erassa compte 18 sélections avec l'équipe du Togo. Ses points forts sont le jeu de tête et les relances. Il a rejoint cette année, l'USM Montargis, un club de division d'honneur.
Érassa participe à la coupe du monde 2006 avec l'équipe du Togo.